# Denneberg (Allgäuer Alpen)
Der Denneberg ist ein 1427 m hoher Nebengipfel des Eckhaldekopfs im Prodel-Schichtkamm der Allgäuer Alpen. Er liegt im Landkreis Oberallgäu und ist von Thalkirchdorf im Markt Oberstaufen erreichbar.

## Geographie
Der Denneberg erhebt sich am Rand des Konstanzer Tals und gehört zu den Allgäuer Nagelfluh-Schichtkämmen. Vom Gipfel aus blickt man im Nordosten über die Mittelberg Alpe auf den Talort Thalkirchdorf. Im Nordwesten kann man in einiger Entfernung über den Hündlekopf auf den Staufen blicken, welcher jedoch den Markt Oberstaufen verdeckt. Im Süden schaut man über den Denneberger Wald ins Ehrenschwanger Tal. Der Denneberg wird von dem im Osten angrenzenden Vorderen Prodel überragt. Weiter im Osten liegt die Himmelseck mit 1487 m. Der Denneberg überragt selbst jedoch den im Westen angrenzenden Prodel.
Am Südhang liegt ein Wildschutzgebiet des Naturparks Nagelfluhkette, in dem sich der Denneberg komplett befindet. Auf etwas über 1200 Metern entspringt der Wildbach Schmidstobel, welcher in die Konstanzer Ach mündet.

## Alpinismus
Im Winter kann man auf der Nordseite des Berges Ski fahren. Die Pisten sind Teil des Skigebiets Hündle-Thalkirchdorf.
Im Sommer ist der Gipfel des Dennebergs ein häufiges Etappenziel bei Wanderrouten über den Prodelkamm. Der Denneberg ist der einzige baumfreie Gipfel des Kamms. Dementsprechend hat man von der breiten Gipfelkuppe aus den besten Blick über das Konstanzer Tal auf den nördlich gegenüberliegenden Salmaser-Höhen-Kamm. Das Gipfelkreuz liegt auf 1408 m. Nahe dem Gipfel liegt die verfallene Oberdenneberg-Alpe.
Am Nordhang liegt auf 963 Meter Höhe die Schwandalpe. Am Südhang liegen die Hinter- und Vorderbürchgeschwendalpe sowie die Holzschlagalpe.
Auf dem Gipfel findet regelmäßig die Denneberg Messe der Thalkirchdorfner Jodlergruppe statt.